# Malemba-Nkulu
Malemba-Nkulu är ett territorium i Kongo-Kinshasa. Det ligger i provinsen Haut-Lomami, i den sydöstra delen av landet, 1 300 km öster om huvudstaden Kinshasa.